# تکاور (فیلم ۲۰۱۳)
«تکاور» (انگلیسی: Commando (2013 film)) یک فیلم هندی در ژانر اکشن و رزمی است که در سال ۲۰۱۳ منتشر شد. بازیگر رزمی کار این فیلم ویدیوت جاموال است. کماندو ۲ و کماندو ۳ ادامه این فیلم است.